# Herzversagen (2012)
Herzversagen ist ein deutsches Drama der Regisseurin Dagmar Hirtz aus dem Jahr 2012, der für das Zweite Deutsche Fernsehen produziert wurde. Maria Simon spielt eine junge Ärztin, die nach einer angeblichen Fehldiagnose in einer großen Klinik ihre Tätigkeit als Landärztin fortsetzt.

## Handlung
Dr. Ellen Roth ist eine junge Ärztin, die in einer großen Klinik ständig Sonderschichten arbeitet und nach einer angeblichen Fehldiagnose für Folgeschäden des Patienten Theissen finanziell haftbar gemacht wird. Sie wechselt als Landärztin in ein norddeutsches Dorf. Anfangs sind die Dorfbewohner ihr gegenüber sehr skeptisch, aber als sie bei der Geburt eines Kalbs geholfen hat, ist die Praxis dann voll. Als sie Peter Bertel untersucht, zeigt das EKG keine Auffälligkeiten. Dennoch wird er am nächsten Tag tot aufgefunden, wobei der Notarzt von Herzversagen ausgeht.
Dr. Ellen Roth zweifelt an dieser Diagnose. Wenn das so war, hätte sie wiederum einen Fehler gemacht. Das EKG ist aus der Patientenakte verschwunden. Auf der Suche nach der Wahrheit bricht sie in der Nacht im Bestattungsinstitut ein, um eine Blutprobe vom toten Peter Bertel zu entnehmen, der am nächsten Tag bereits beerdigt werden soll. Ihr Verdacht erweist sich als richtig: Herr Bertel wurde mit einer Überdosis eines Pestizids vergiftet.
Hinter der Tat steckt eine Familientragödie. Es stellt sich heraus, dass Herr Bertel seine Frau Marie jahrelang geschlagen hat, während diese alles klaglos ertrug. Als er die Misshandlungen vermeintlich auf die gemeinsame Tochter Kim ausweitete, griff Frau Bertel zum Gift und tötete so ihren Mann. Zu spät stellt sich heraus, dass stets Paul, der Sohn des Dorfvorstehers Robert Wank, Kim diese Verletzungen zufügte. Am Ende des Films besucht sie Herrn Theissen, der bereits auf dem Weg der Besserung ist.

## Hintergrundinformationen
Gedreht wurde der Film in Hamburg. Am 22. Oktober 2012 wurde er erstmals im ZDF ausgestrahlt. Mit 5,53 Mio. Zuschauern betrug der Marktanteil 16,7 %.

## Kritiken
„Maria Simon, Jörg Hartmann, Charly Hübner in einem guten ZDF-Gebrauchsfilm.“